# Graf Ignatievo
Graf Ignatievo (en búlgaro: Граф Игнатиево) es un pueblo en el sur de Bulgaria, municipio de Maritsa, provincia de Plovdiv. En 1902 llamado Cholluk (Chollukat, Cholnukat) y entre 1902 y 1956, Graf Ignatiev.
La localidad recibió su nombre del diplomático, general y ministro ruso conde Nikolai Pavlovich Ignatiev, que jugó un papel importante como embajador de Rusia en Estambul en la consecución del Tratado de San Stefano tras la guerra ruso-turca de 1877-1878, en el que se reclamó la creación de la Gran Bulgaria.
Graf Ignatievo cuenta con una base aérea de gran importancia, la base aérea de Graf Ignatievo, instalación militar que comparten las fuerzas armadas de Bulgaria y la OTAN.